# Bevrijdingsmonument Middelburg
Het bevrijdingsmonument in de Nederlandse stad Middelburg is een monument ter nagedachtenis aan de bevrijding van de Duitse bezetting.

## Achtergrond
De stad Middelburg werd op 6 november 1944 door de geallieerde troepen bevrijd. In 1949 kreeg de Noordwijkse beeldhouwer Oswald Wenckebach van de gemeente de opdracht een monument te ontwerpen ter herinnering aan de bevrijding, dat zou worden geplaatst aan de Groenmarkt bij het abdijcomplex. Hij ontwierp een mansfiguur, staande in de vlammen, die zijn hoofd en handen naar de hemel heft als symbool van het Godsvertrouwen. De naaktheid van de man leidde tot ophef onder de bevolking en tot vragen in de gemeenteraad. In een raadsvergadering werd besloten dat Wenckebach de man van een vijgenblad zou voorzien. Voor het opschrift op de sokkel werd een prijsvraag uitgeschreven, waarop 87 reacties binnenkwamen. De gemeenteraad koos voor een fragment uit het Wilhelmus.
Het monument zou op 5 mei 1950 onthuld worden, maar was niet tijdig af. Het werd daarom op 6 november 1950, de dag van de Middelburgse bevrijding, onthuld door mevrouw S.C. de Casembroot-barones Van der Feltz, echtgenote van commissaris der koningin jhr. mr. A.F.C. de Casembroot.

## Beschrijving
Het monument toont een bronzen, naakte man, die met zijn voeten tussen vlammen staat en zijn handen ten hemel heft. Het opschrift op de sokkel vermeldt de oorlogsjaren 1940-1944 en een regel uit het Wilhelmus:

STANTVASTICH
IS GHEBLEVEN MIJN HERT IN TEGHENSPOET

## Galerie

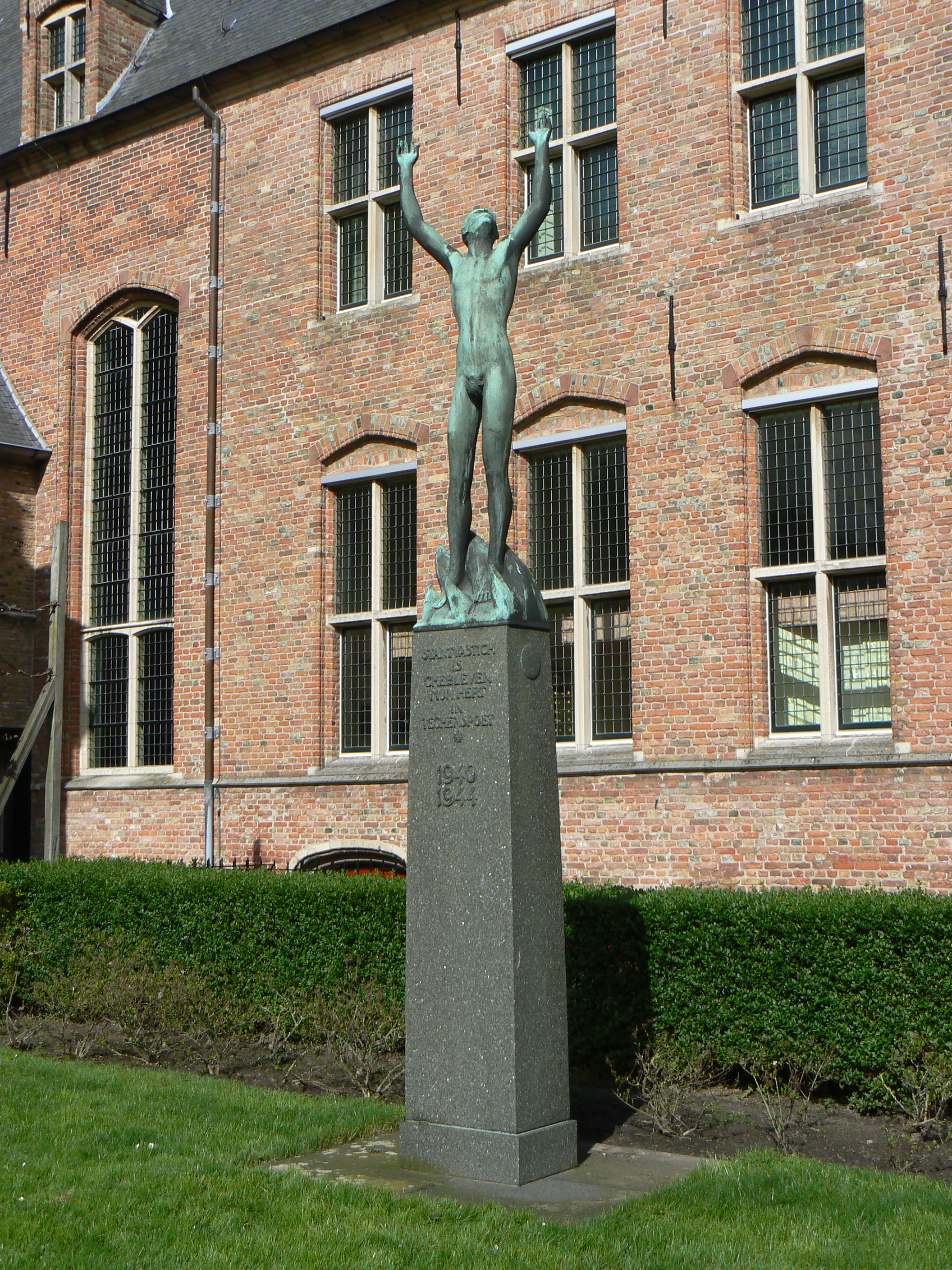
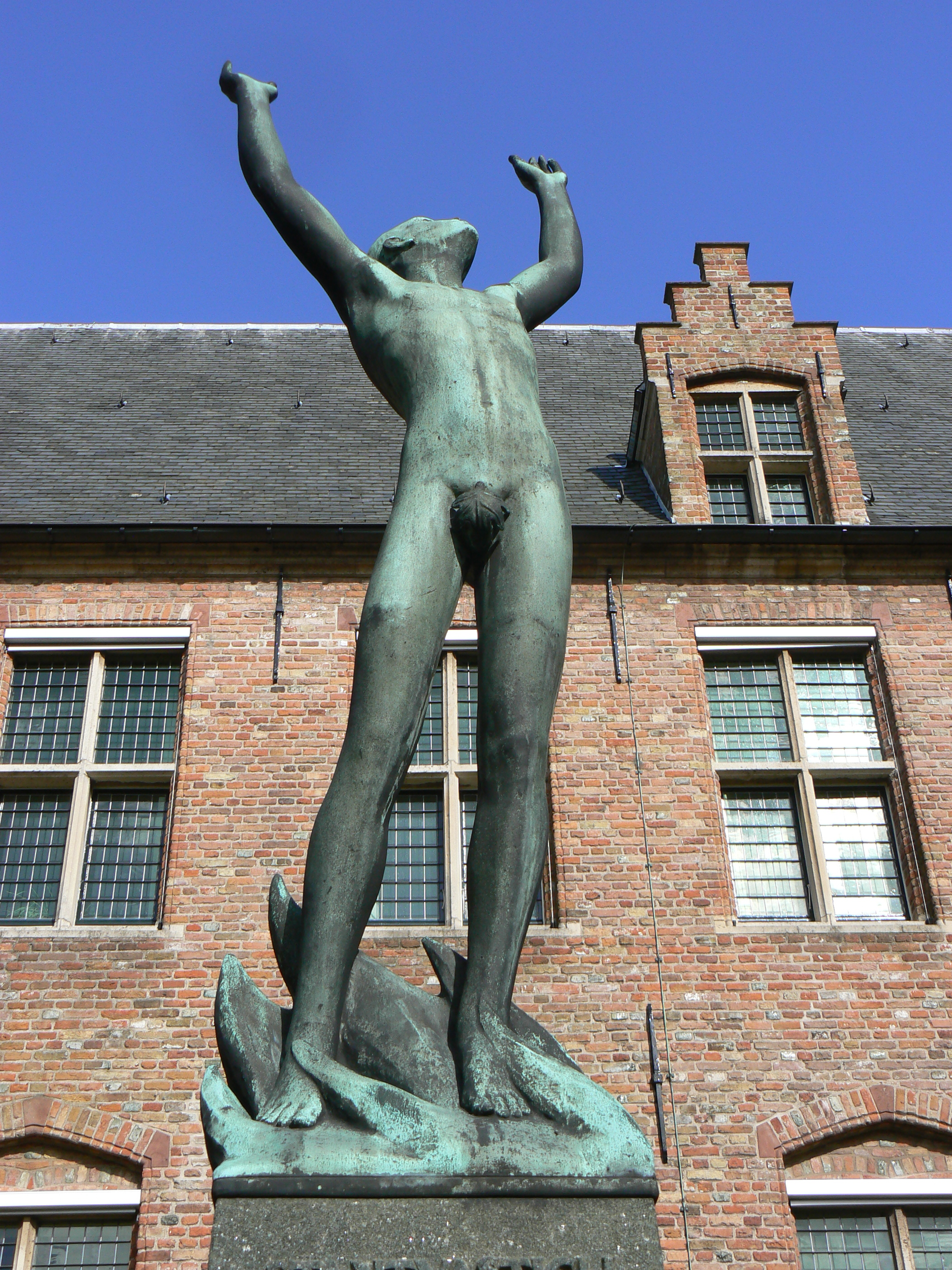
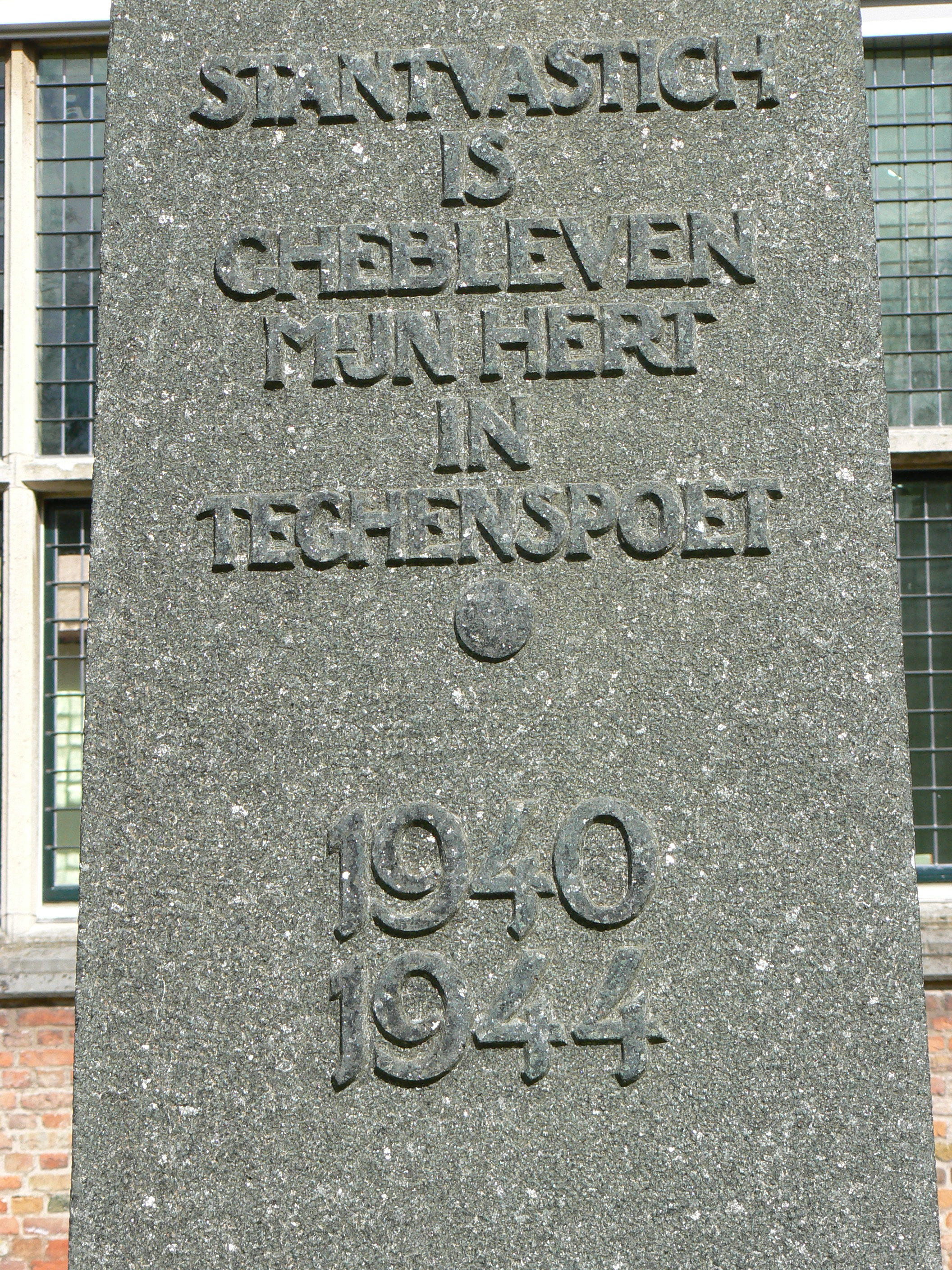